# Wilhelm Schaup
Wilhelm Schaup (4. dubna 1838 Vídeň – 28. listopadu 1899 Vídeň) byl rakouský podnikatel (majitel pivovaru Zipf) a politik z Horních Rakous, v 2. polovině 19. století poslanec Říšské rady.

## Biografie
Jeho otec Franz Schaup byl bankéřem, který roku 1858 získal pilu, mlýn a malý pivovar a později byl zakladatelem velkého pivovaru Zipf. Wilhelm vystudoval akademické gymnázium ve Vídni a v letech 1855–1859 práva na Vídeňské univetzitě, kde roku 1860 získal titul doktora práv. Nastoupil pak do otcova pivovaru, jehož vedení převzal roku 1864. V té době měl podnik výstav 14 206 hl. Nadále modernizoval a rozšiřoval výrobu. Od roku 1871 mu patřily velkostatky Frankenburg a Frein. V roce 1887 dosáhl pivovar výstavu 100 000 hl a byl největším pivovarem v Horních Rakousích. V roce 1892 zde bylo poprvé v Rakousku zavedeno umělé chlazení a roku 1894 tu vyrostla první elektrifikovaná železniční vlečka. Pro dělníky zřídil podnikovou nemocnici a roku 1886 systém dělnického zdravotního pojištění.
Byl aktivní i veřejně a politicky. Roku 1865 se stal starostou města Neukirchen an der Vöckla. Roku 1868 byl zvolen na Hornorakouský zemský sněm. Zemský sněm ho roku 1870 delegoval i do Říšské rady (celostátní parlament, volený nepřímo zemskými sněmy). Opětovně byl zemským sněmem do Říšské rady vyslán roku 1871 za kurii obchodních a živnostenských komor v Horních Rakousích. Do vídeňského parlamentu se dostal i v prvních přímých volbách do Říšské rady roku 1873 (kurie obchodních a živnostenských komor, obvod Linec, Urfahr atd.). Mandát zde obhájil i ve volbách do Říšské rady roku 1879. Rezignace oznámena na schůzi 18. března 1884, 8. května 1884 po novém zvolení opětovně složil slib. Uspěl rovněž ve volbách do Říšské rady roku 1885 a volbách do Říšské rady roku 1891. Rezignaci oznámil dopisem 23. listopadu 1893. Důvodem k složení mandátu byl fakt, že při volbě předsedy rozpočtového výboru jeho poslanecký klub podpořil jiného kandidáta.
Patřil k německým liberálům (takzvaná Ústavní strana, liberálně a centralisticky orientovaná, odmítající federalistické aspirace neněmeckých etnik). Po volbách v roce 1873 se uvádí coby jeden z 67 členů staroliberálního Klubu levice, vedeného Eduardem Herbstem. V roce 1879 již je řazen do mladoliberálního (mladoněmeckého) Klubu pokroku. Rovněž po volbách v říjnu 1879 je zmiňován na Říšské radě coby člen mladoněmeckého Klubu sjednocené Pokrokové strany (Club der vereinigten Fortschrittspartei). Od roku 1881 byl členem klubu Sjednocené levice, do kterého se spojilo několik ústavověrných (liberálně a centralisticky orientovaných) politických proudů. Za tento klub uspěl i ve volbách roku 1885. Po rozpadu Sjednocené levice přešel do frakce Německorakouský klub. V roce 1890 se uvádí jako poslanec obnoveného klubu německých liberálů, nyní oficiálně nazývaného Sjednocená německá levice. I ve volbách roku 1891 byl na Říšskou radu zvolen za klub Sjednocené německé levice.
V letech 1882–1889 zastupoval Říšskou radu v Státní železniční radě a zasedal po několik let i v ústředním výboru Hornorakouské zemědělské společnosti. Roku 1894 daroval 50 000 zlatých na pojištění živnostníků. V závěru života se ze zdravotních důvodů stáhl z politiky.